# Бутанский меч
Мечи, используемые в Бутане, носят название патанг, или патаг, и имеют прямой, однолезвийный, сравнительно короткий, длиной 50-60 см, клинок, одинаковой ширины по всей длине. Таким образом, данное оружие, строго говоря, относится к тесакам. Клинок гладкий, без долов и рёбер жёсткости. Нередко клинки, аналогично непальским Ке-Три, изготовлены в технике сложноузорчатой ковки, известной также как дамасская сталь. На конце клинок, слегка закругляясь, переходит в короткое остриё. Деревянная рукоять имеет небольшую круглую или овальную гарду, и, как правило, обматывается проволокой. Навершие металлическое, шестигранное. Ножны изготавливаются из кожи, дерева или металла. Подобную конструкцию имеют и бутанские короткие мечи. Данное оружие использовалось народами, населяющими Бутан, главным образом, нгалоп, кхенг и матпа.

## См.также
- Бутанский короткий меч
- Доспехи Бутана и Сиккима